# Chuosberge
Die Chuosberge sind ein markanter Gebirgskamm in Namibia und verlaufen westlich der bedeutend flacheren Klanberge. Die Chuosberge liegen rund 30 km südlich vom Usakos und erstrecken sich über eine Fläche von rund 140 km². Der höchste Gipfel liegt auf 1272 m über Normalnull.
Östlich der Chuosberge liegen die Otjipateraberge (1446 m).